# Trisateles olivaria
Trisateles olivaria är en fjärilsart som beskrevs av Moritz Balthasar Borkhausen 1794. Trisateles olivaria ingår i släktet Trisateles och familjen nattflyn. Inga underarter finns listade i Catalogue of Life.